# K-64 (submarino)
K-64 foram duas classes de submarinos russos, a primeira classe Alfa e a Delta IV.

## Classe Alfa
A designação K-64 foi dada aos submarinos da Classe Alfa, estabelecida no dia 2 de junho de 1968 e lançada em 22 de abril de 1969. Em 1972, o submarino sofreu um grande problema no reator na forma de um vazamento de metal líquido refrigerante. O metal superaquecido solidificou-se em contato com o forno externo, congelando e danificando os componentes internos do reator. Ela foi removida do serviço e rebocada para Severodvinsk. No estaleiro, o dano ao reator foi considerado extenso demais para reparação e foi decidido economizar o máximo que pudesse.Então, o K-64 foi dividido pela metade. Sua seção de arco (incluindo espaços de controle) foi levada a Leningrado e usada para treinar novos submarinistas soviéticos.

## Classe Delta
A designação K-64 foi dada novamente a um submarino classe Delta IV. Lançado em 2 de fevereiro de 1986, como o quarto navio da sua classe, entrou em serviço na Frota Norte da Rússia. O submarino foi estabelecido em dezembro de 1982 e foi construído no Sevmash planta em Severodvinsk. Este navio ainda está  em serviço ativo.